# Михайло Домбровський
Михайло Домбровський ЧСВВ (хресне ім'я Максиміліан; пол. Michał Dombrowski; 10 серпня 1807, Підляшшя — 20 жовтня 1875, Рим) — церковний діяч, ієромонах-василіянин, протоігумен василіянської провінції у Польщі (1839—1841), один із трьох генеральних постуляторів канонізаційного процесу святого Йосафата Кунцевича.

## Життєпис
Максиміліан Домбровський народився 10 серпня 1807 року на Підляшші в селянській сім'ї Антонія Домбровського і його дружини Анастасії, католиків східного обряду. Навчався в Білій (1821—1826). 24 травня 1827 року вступив до Василіянського Чину, в якому на облечинах отримав чернече ім'я Михайло, а 15 (27) серпня 1828 року склав вічні обіти. Після закінчення семінарії у Холмі, висвячений на священника 12 грудня 1830 року.
Був вікарієм Холмського василіянського монастиря (1830—1832), проповідником у монастирях у Замості (1832—1833), Білій (лютий-жовтень 1833) і Варшаві (1833—1834). Потім коротко був адміністратором Варшавського монастиря (листопад 1834 — лютий 1835) і його вікарієм (до кінця жовтня 1835), звідки був переведений на вікарія в Холмі (1835—1836), де згодом став ігуменом (вересень 1836 — вересень 1838). У 1838—1839 роках був прокуратором справ і секретарем Холмської василіянської провінції, а від 16 жовтня 1839 року до 6 (18 вересня) 1841 року — протоігуменом провінції. Російська окупаційна влада в Польщі офіційно не затвердила о. Домбровського на протоігумена, тому у вересні 1841 року він був усунений з цього уряду, проте сам він вважав, що усунення відбулося незаконно і потім до кінця життя навіть в офіційних документах підписувався як протоігумен польської провінції. Потрапив у немилість до російської влади і цілий рік був під поліційним наглядом у Люблінському монастирі, звідки в серпні 1842 року втік до Познаньщини, де кільканадцять місяців служив вікарієм у Гродзиську-Велькопольськім.
У жовтні 1847 року разом із о. Никанором Краєвським, ще одним переслідуваним василіянином з Холмської провінції, прибув до Риму і проживав спочатку у воскресенців, а з 7 лютого 1848 року за згодою папи Пія IX — при церкві святих мучеників Сергія і Вакха, давній василіянській рехиденції в Римі, яка однак на той час василіянам уже не належала. Відтоді він неофіційно виконував обов'язки прокуратора Василіянського Чину в Римі. Безрезультатно намагався добитися поверненя у власність василіян церкви Сергія і Вакха.
5 лютого 1864 року став генеральним постулятром справи канонізації блаженного Йосафата Кунцевича. Іншими двома постуляторами були єписокп Йосиф Сембратович і настоятель василіян з Гроттаферрати о. Нікола Контієрі. Як постулятор займався збором коштів на канонізаційні урочистості та святкування. Після канонізації, що відбулася 29 червня 1867 року, передав папі заощаджених 1500 скудо на справу майбутніх канонізацій поляків.
Помер 20 жовтня 1875 року в Римі, похований на цвинтарі Кампо-Верано.